# Aegomorphus schmithi
Aegomorphus schmithi es una especie de escarabajo longicornio del género Aegomorphus, tribu Acanthoderini, subfamilia Lamiinae. Fue descrita científicamente por Melzer en 1935.

## Descripción
Mide 11-15 milímetros de longitud.

## Distribución
Se distribuye por Brasil.